# Maria Maddalena in estasi
Maria Maddalena in estasi è un dipinto a olio su tela (106,5×92,5 cm) di Michelangelo Merisi da Caravaggio, databile attorno al 1606, anche se alcuni studiosi e storici dell'arte, propendono per il 1610. Attualmente è presente in più versioni, alcune delle quali sono copie evidenti e firmate. Nella versione cosiddetta "Klain" (dal nome dei penultimi proprietari privati, nella foto accanto), fu identificata dal prof. Maurizio Marini (e poi notificata dal Ministero dei Beni Culturali), che collocò la sua esecuzione nel momento della fuga di Caravaggio da Roma, dopo l'uccisione di Ranuccio Tomassoni. Secondo lo studioso, il quadro fu dipinto a Paliano, quando Caravaggio era ospite nei feudi dei Colonna, famiglia che aveva assicurato a Caravaggio la sua protezione. Ultimamente, i pareri sulla sua autenticità sono stati rafforzati da una serie di analisi non invasive, condotte fra il 2016 e il 2018 presso il fiorentino Opificio delle Pietre Dure dal prof. Roberto Bellucci.  I dettagli emersi dalle indagini assicurano dell'alta qualità della realizzazione, con elementi tecnici e stilistici tipici della manifattura caravaggesca: gli sbozzi eseguiti a biacca, alcune tracce di disegno utili a "fermare" la composizione, l'inserimento di uno sfondo paesaggistico da riferire all'ultimo stile del Caravaggio romano.
Un'altra versione accreditata è quella conosciuta come "Maddalena Gregori", che prende il nome di una tra i massimi esperti mondiali del Merisi, la prof.ssa Mina Gregori, che l'ha scoperta nel 2014. Durante il primo restauro, in una "tasca" tra la tela di rifodero e la tela originale, venne alla luce un biglietto, con grafia seicentesca, che riporta la scritta "Madalena reversa di Caravaggio a Chiaia ivi da servare pel beneficio del Cardinale Borghese di Roma". Il foglietto, che era ripiegato in quattro parti, è stato analizzato sotto la guida della dott.ssa Orietta Verdi presso i laboratori dell'Università di Tor Vergata e della Sapienza di Roma. Le analisi su di esso hanno permesso di stabilire che la carta è del XVI secolo e l'inchiostro è un "Ferro-Gallico" artigianale sempre databile a quel periodo..

## Storia
L'opera originale è documentata da numerose fonti, che parlano di una Maddalena a mezza figura realizzata dal pittore lombardo: Bellori la collocava proprio nel 1606, quando il pittore fuggì da Roma riparando nei feudi Colonna; a suo parere, sostenuto anche dal Mancini, egli si rifugiò a Zagarolo. Baglione, invece, pensava che Caravaggio si fosse fermato a Palestrina. Anche dopo la morte di Caravaggio si continuò a parlare del quadro; qualcuno lo riteneva facente parte del bagaglio dell'artista, quando, nel tentativo di rientrare a Roma dopo il suo soggiorno napoletano, trovò la morte sulle coste laziali.
Identificato per molto tempo con la Maddalena Klain, il quadro rimase in possesso della famiglia Colonna. Nel 1873 fu acquistato dal canonico napoletano Michele Blando ed ereditato da sua nipote, poi sposata Klain. In età contemporanea, nel 1976, il quadro passò ad un collezionista, i cui eredi sono agli attuali proprietari.
Le molteplici copie del dipinto furono eseguite in larga parte da Louis Finson e sono da lui firmate. Non si può escludere in assoluto che lo stesso Caravaggio ne abbia realizzate, benché alcuni studiosi tendano ad escludere tale evenienza.

## Descrizione e stile
Secondo alcune fonti, il dipinto venne realizzato alcuni mesi dopo la fuga di Caravaggio da Roma in seguito all'omicidio di Ranuccio Tomassoni, e in particolare durante il suo soggiorno presso i suoi protettori, membri della famiglia Colonna di Paliano. Durante questo suo breve trasferimento, il pittore realizzò almeno due tele: la Cena in Emmaus e una Madalena.